# 本特克里克 (北卡羅萊納州揚西縣)
本特克里克（英語：Bent Creek）是位於美國北卡羅萊納州揚西縣的非建制地區。

## 地理
本特克里克所處的海拔為高於海平面694米（即2277英呎），而該地所採用的時區為UTC-5，即北美东部时区（EST）。同時該地設有夏令時間，為UTC-5調快一小時，即UTC-4（EDT）。